# Battaglia di Anchialo (917)
La battaglia di Anchialo (in bulgaro Битка при Ахелой?, in greco Μάχη του Αχελώου?) ebbe luogo il 20 agosto 917 lungo le rive del fiume Aheloy, vicino alla costa del Mar Nero nei pressi della fortezza di Tuthom (l'attuale città di Pomorie) tra le truppe del primo impero bulgaro guidate da Simeone I e quelle bizantine guidate da Leone Foca il vecchio. La battaglia risultò una pesante vittoria per l'esercito bulgaro e aprì la strada alla conquista territoriale dell'intera penisola balcanica, eccezione fatta per l'inespugnabile capitale bizantina Costantinopoli e per il Peloponneso.
Essa risultò essere una delle peggiori sconfitte subite dall'esercito bizantino durante tutta la sua storia, e di contro una delle vittorie più importanti nella storia di quello dell'impero bulgaro. Come conseguenza di questa vittoria ci fu anche la conquista di una sostanziale indipendenza dell'Impero bulgaro nei confronti di Bisanzio e il riconoscimento del titolo imperiale per il sovrano bulgaro.

## I motivi del conflitto
A seguito dei successi militari dell'Impero bulgaro tra l'894 e l'896, sotto la guida di Simeone I, i bizantini di Costantinopoli erano stati costretti a pagare un tributo di vassallaggio. Alla morte dell'imperatore bizantino Leone VI nel 912, il suo successore e fratello Alessandro si rifiutò di riconoscere Bisanzio come vassallo del regno bulgaro. Il rifiuto di Costantinopoli di dare il suo tributo di vassallo offrì a Simeone I l'opportunità per organizzare una nuova campagna militare per tentare la presa di Costantinopoli, alla morte di Alessandro, gli successe Costantino VII il quale, essendo ancora infante, venne coadiuvato dal patriarca di Costantinopoli Nicola Mistico in qualità di reggente. Dopo numerosi sforzi per evitare lo scontro con l'esercito bulgaro, il Patriarca Mistico riuscì a incontrare Simeone I fuori le mura di Costantinopoli e a evitare lo scontro accordandosi con il sovrano bulgaro, concedendogli il titolo di basileus e combinando una futura unione matrimoniale tra Costantino e una delle figlie di Simeone I.
Tuttavia gli sforzi del patriarca bizantino vennero vanificati da un complotto a corte nel 914 del quale fu egli stesso vittima, ed il titolo di reggente venne affidato alla madre del giovane Costantino, Zoe Carbonopsina, la quale, tra i suoi primi atti della sua nuova carica, rigettò tutti gli accordi stipulati con i bulgari. In qualità di rappresaglia, Simeone I invase i territori della Tracia orientale, costringendo la città di Adrianopoli ad aprire i propri cancelli nel settembre di quello stesso anno, costringendo i suoi abitanti a riconoscerlo come nuovo sovrano. Nel 915 gli eserciti di Simeone I imperversarono nei territori di Durazzo e in Tessalonica.
Decisa a confrontarsi militarmente con il sovrano bulgaro, la reggente Zoe cercò nuovi alleati, promettendo pace alle vicine nazioni arabe e inviando emissari presso i magiari, peceneghi e serbi. Ben conoscendo i metodi machiavellici dei bizantini, Simeone si adoperò affinché nessuna delle richieste di alleanza militare avesse successo, costringendo così l'Impero bizantino ad affrontarlo con le sue sole forze.

## La battaglia
L'esercito bizantino, guidato dai generali Giovanni Bogas e Leone Foca e dal drungarios Costantino Lips, si diresse verso i confini settentrionali dell'impero per posizionarsi nei pressi della fortezza di Anchialos. L'intenzione dei due generali bizantini era di attaccare la Mesia e di incontrarsi in Dobrugia con le truppe dei Peceneghi e con quelle trasportate precedentemente dalla flotta dell'ammiraglio Romano Lecapeno sulle foci del Danubio. Tuttavia nel frattempo, Simeone aveva radunato gran parte del suo esercito concentrandolo sulle vette nei dintorni alla fortezza di Anchialos.
Il mattino del 20 agosto 917 i due eserciti si scontrarono nei pressi del villaggio di Acheloi a circa 8 km dalla fortezza di Anchialos. Secondo la strategia dei generali bizantini le truppe bizantine avrebbero dovuto affiancare l'ala destra dei bulgari con lo scopo di allontanarli dai passi montani. Simeone, invece, concentrò le sue truppe lungo le ali del suo schieramento, lasciando il centro relativamente sguarnito, in maniera tale da accerchiare con una rapida manovra il nemico quando questo si fosse concentrato contro il centro del suo esercito.